# Alexander den stores fälttåg
Alexander den stores fälttåg är Alexander III av Makedoniens berömda erövringståg som inleddes med övergången av Hellesponten 334 f.Kr., kulminerade i det akemenidiska storrikets fall och slutade med återmarschen till Babylon och Alexanders snara död elva år senare.

## Bakgrund
Alexanders far, Filip II av Makedonien, hade underkuvat de flesta grekiska stadsstaterna och bildat det korinthiska förbundet, byggt upp en kraftfull armé samt börjat planlägga ett fälttåg mot det mäktiga Perserriket. Det officiella syftet för fälttåget var att hämnas Dareios I och Xerxes I:s invasioner och plundringar av Grekland 490 respektive 480 f.Kr. En mer trolig anledning var att skapa ett makedonskt storrike av det sviktande perserriket, innan andra stater gjorde det. Dessutom var makedonierna sannolikt intresserade av en stor seger, en sådan bedrift kunde bevisa och säkra makedoniernas nyvunna maktposition på Balkanhalvön.
Filip II mördades snart, och hans tjugoårige son Alexander grep makten. Efter blodiga utrensningar, lån av pengar och förberedelser av armén var fälttåget klart att inledas då några illyriska rebeller gjorde uppror i dagens Albanien. Med sin nya armé marscherade kungen dit, och lyckades snabbt kuva oroligheterna. Samtidigt hade dock den grekiska stadsstaten Thebe inlett ett uppror mot makedonierna. När Alexander fick höra detta marscherade den makedonska armén söderut och snart stod Alexander utanför stadens portar med 40 000 krigare (troligen lika många som Thebes hela befolkning). Makedonierna intog staden. De skövlade, brände, plundrade och massakrerade befolkningen med några få undantag. Detta fick följden att den nya thebanska staten förde en betydligt mer Alexandervänlig politik än den förra gjort, samt att de övriga staterna knöts hårdare till Makedonien.

## Kampanjen inleds

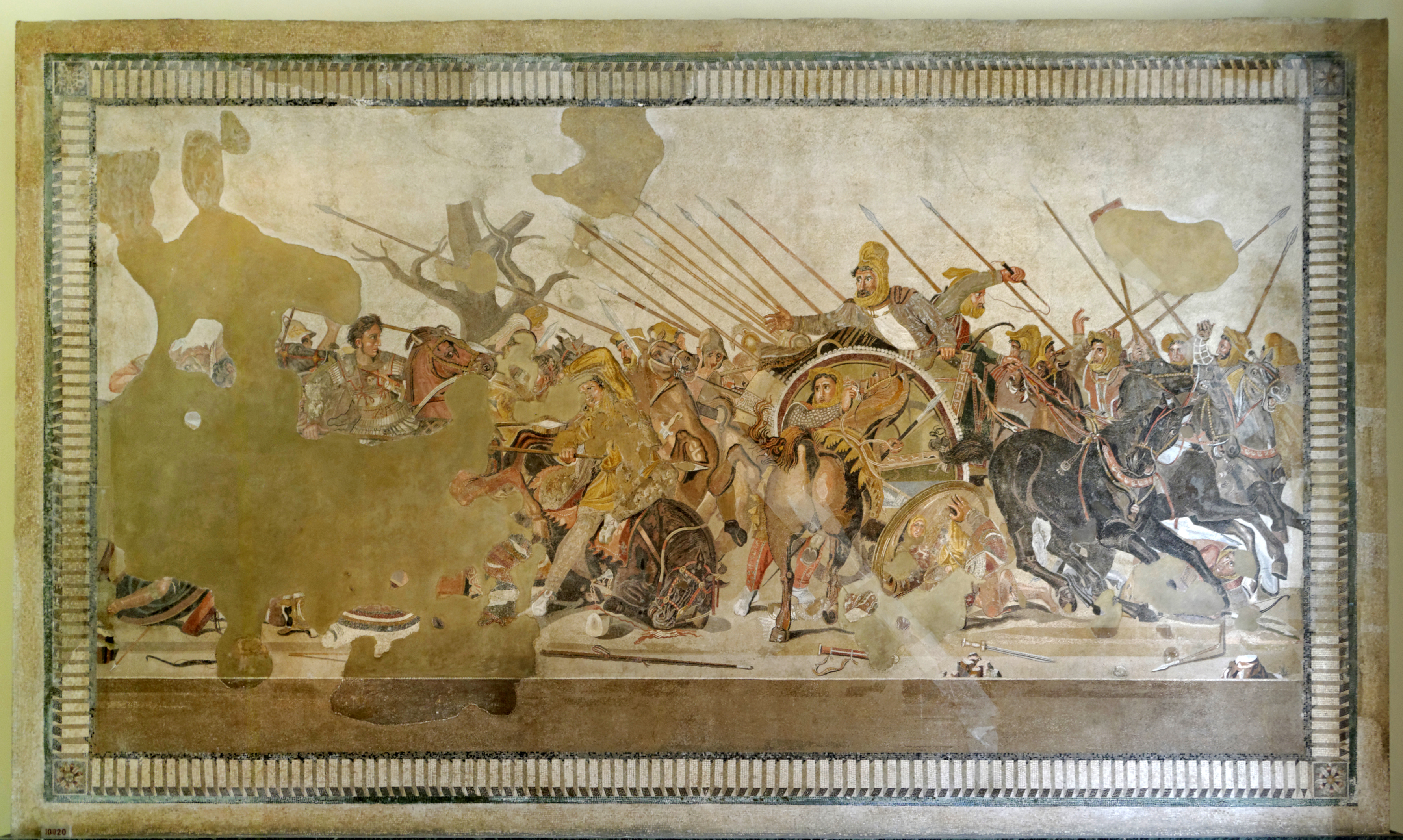
Slaget vid Issos, alexandermosaiken, cirka 200 f.Kr.

Kort därefter gick Alexanders stora armé (48 100 soldater) över Hellesponten till Mindre Asien (efter att ha kvarlämnat en mindre styrka för att hålla de grekiska stadsstaterna i schack). De gamla ruinerna av Troja besöktes av Alexander och hans nära vän Hefaistion. Samtidigt höll perserna krigsråd. Det föreslogs att Alexander skulle bekämpas med den brända jordens taktik men i stället valde man att anfalla och försöka kväva det makedonska hotet i sin linda. Alexander bröt upp med cirka 25 000 man och mötte i slaget vid Granikos en persisk-grekisk här på 40 000 man vid floden Granikos. Alexander segrade och de 20 000 grekiska legosoldater som kämpat på persisk sida blev övergivna av det persiska kavalleriet och slaktade. De makedonska falangerna var mycket välorganiserade och svåra att tas med. Perserrikets armé saknade modern uppbyggnad och baserades på stora förband som anföll koncentrerat under order av en fältherre underställd storkonungens direkta order. De makedonska befälhavarna hade större personligt ansvar och rörelsefrihet, ett verk av tillit. Efter Granikos började modet hos de grekiska legosoldater som kämpade för perserna svikta. Dareios fick börja rekrytera folk österifrån det vidsträckta imperiet. Men vägen var öppen för Alexander, som nu hade övertaget vid fronten.
Den makedonske kungens primära mål var att erövra de persiska hamnarna längs Medelhavets östkust för att förhindra persiska flottaktioner mot det relativt dåligt befästa Grekland. Detta var den enda lösningen då ett kvarhållande av förstärkningar istället för att skicka dem österut som planerat skulle äventyra hela fälttågsplanen, för nu samlade storkonungen en allt större armé. Förhoppningsvis skulle man hinna oskadliggöra samtliga hamnar från västra Mindre Asien österut och ner till dagens Egypten utan att stöta på större persiska styrkor. Sedan skulle kraftmätningen i öster börja, efter anlända förstärkningar hemifrån. Generalen som av Alexander givits befälet hemma pressade grekerna att ställa upp med fler soldater som skulle skickas österut, vilket samtidigt avväpnade dem från uppror mot den makedonska hegemonin.
Alexander marscherade vidare med merparten av hären, och intog bland annat den viktiga staden Halikarnassos. Vid Gordion stötte man enligt legenden på den så kallade gordiska knuten. Då kom nyheten att storkonung Dareios redan hade lyckats mobilisera nästan 100 000 man, och då inte ens utnyttjat det vidsträckta perserrikets samtliga resurser. Armén väntades komma österifrån. Man kunde hasta ner mot dagens Israel och Egypten, men valde att stanna kvar för att skydda hemmafronten bakom sig. Det tog perserarmén månader att nå sitt mål, och när de två härarna möttes en novemberdag år 333 f.Kr. led perserna ett svårt nederlag (slaget vid Issos). Paniken spred sig i de akemenidiska (persiska) huvudstäderna Susa och Persepolis. Den endast 23 år gamle makedonske kungen, utan egentlig krigserfarenhet, hade med dryga 30 000 makedonier och greker lyckats besegra en perserarmé på åtminstone 75 000 man. Dareios själv hade flytt. Det talades om makedoniernas överlägsenhet och hur de enkelt slaktat perserna på slagfältet, men Dareios var ännu inte inställd på nederlag.

## Stora segrar
Den makedonske kungen hade nu praktiskt taget utmanövrerat perserrikets makt över de kvarvarande medelhavshamnarna, och om Alexander fortsatte österut skulle perserna inte ha särskilt mycket att sätta emot. Men Alexander ville fortsätta sin plan, troligen för att definitivt utestänga perserna från havet, säkra ryggen och även införliva Nildeltat inklusive dess bördiga marker och därmed höga inkomster till sitt makedonska storrike. Mindre Asien hade erövrats, och det talades om förstärkningar hemifrån. Generalen Parmenion hade lyckats erövra den slagna persiska arméns tross i Damaskus, där det hittades pengar med tillräckligt högt värde för att kunna fortsätta finansiera kriget, samt storkonungens familj, bestående av hans mor, hans maka Stateira II, hans mycket unga son, hans döttrar Stateira III och Drypetis och hans brorsdotter Parysatis II. De tillfångatogs knappast enligt ordets betydelse, utan behandlades kungligt och fick rörelsefrihet. Alexander lovade att älska Sisygambis (Dareios mor) som om hon vore hans egen, och även sonen på samma sätt. I trossen ingick också en mängd personer ur övriga persers familjer, såsom Barsine, som blev Alexanders älskarinna. 
Efter ett ganska snabbt fälttåg där ett flertal städer (däribland den kända Tyrus) belägrades och erövrades stod Alexander i Egypten, där han mottogs med glädje. Efter att ha lämnat kvar en garnison samt grundlagt staden Alexandria kunde Alexander vända sig österut igen. Han mottog vissa förstärkningar hemifrån (vilka stärkte hans medtagna armé till cirka 50 000 man) och förberedde sig för det avgörande slaget mot Dareios. Då fick han bud om fred; Dareios erbjöd sig att (med fred) ge upp en tredjedel av sitt rike till Alexander (vilket praktiskt taget redan av erövrat av makedonierna), betala en ofantlig lösesumma för sin "tillfångatagna" familj och även gifta bort en av sina döttrar till Alexander. Makedoniern rådfrågade sina generaler - vilka erkände att de i hans ställning skulle godta förslaget. Men Alexander vägrade - han skulle slutföra det som hans far drömt om. Generalerna tvekade, men lät sig övertygas. Dareios återfick ett komprometterande svar, och började rusta sin nya armé, som var ännu större och mer skräckinjagande än den förra. Vid byn Gaugamela (Tel Gomel) inte långt från staden Arbela (Irbil) i Mesopotamien, dagens Irak den 1 oktober 331 f.Kr. mötte ungefär 47 000 makedonier och greker troligen runt 245 000 perser - och segrade (slaget vid Gaugamela).
Efter denna kolossala seger gjorde skickligheten hos den krigsmaskin kung Filip II skapat sig påmind. Makedonierna och även de flesta av grekerna var avlönade, kunniga krigare i kontrast till perserna som fick lära sig yrket i fält och som tvingades att strida för riket utan betalning. På den punkten var makedonierna överlägsna, även inom organiseringen. Makedonierna anföll tätt grupperat i små avdelningar under en befälhavare medan perserna fick order av storkonungen att anfalla, då i stora grupper, utspridda och med den kulturella svagheten att i första hand förlita sig på bågskyttar och dylikt, medan makedonierna gärna kom in i närstrid. Dareios kärlek för Perserrikets imponerande krigshistoria hade fått honom att använda så uråldriga maskiner som lievagnar, och återigen blev han rädd och flydde när Alexander trängde för nära - och när det högsta (och i perserarmén det enda) befälet har flytt, uppstod en viss oordning i hären. Också Alexanders enkla undanvärjningar till persernas till synes patetiska anfallsförsök bidrog till att sänka persernas moral, och gjorde dem tämligen nervösa inför huvudslaget.

## Marschen österut
Alexander kunde utan några problem befästa den uråldriga, religiösa staden Babylon samt Perserrikets två huvudstäder Susa (där en rik skattkammare plundrades) och Persepolis. (I den sistnämnda kvarlämnades 3 000 soldater, samtidigt som hären förstärktes med 6 000 västerifrån.) Planen nu var att så fort som möjligt gripa och avsätta Dareios, som tvingats på flykt och överge sina planer på att skapa ännu en armé. Armén började marschera mot nordost, samtidigt som Alexander red i förväg med en skara trogna veteranryttare. Snart fick de höra att Dareios avsatts av Baktriens satrap, Bessos, som själv var släkt till det akemenidiska kungahuset och utropat sig till kung under namnet Artaxerxes V. Ett tag senare hanns följet ikapp, eller rättare sagt det som följet lämnat efter sig - några vagnar, och en döende Dareios. Alexander hann inte se honom innan han dog men svor att hämnas oförrätten och bli Perserrikets nye storkonung själv genom att likvidera Bessos. Denne hade flytt vidare norrut mot Baktrien och Sogdiana för att skapa en ny armé. Han förhandlade med de lokala furstarna och lovade att om han försågs med tillräckligt många soldater skulle han besegra Alexander den store.
Alexander skyndade efter för att hinna ikapp Dareios. Där i de norra provinserna i dagens Uzbekistan råkade armén ut för flera bakhåll som dock avvärjdes. Av rädsla för den makedonska hären flydde Bessos, med följden att hans popularitet sjönk och furstarna började ställa sig på Alexanders sida istället. En förpatrull under Ptolemaios lyckades omringa en by där Bessos befann sig, och lovade att inte skada invånarna om de utlämnade Bessos och så skedde. Alexander gav order om att Bessos - den ende som egentligen hade större rätt till den persiska tronen än Alexander - skulle kläs av naken och bindas fast vid en påle så att hela armén nonchalant kunde marschera förbi. Därpå blev han torterad i Alexanders åsyn, fick näsa och öron avskurna och blev därefter sänd till Perserrikets tredje huvudstad Ekbatana (som tagits av makedonier) och ytterligare torterad näst intill döden på det mest grymma sätt inför flera andra persiska satrapers (delkungars) åsyn. Till sist skulle han plåstras om så att han skulle överleva en så lång tid som möjligt på det träkors på vilket han nu spikades fast på och naken hängdes upp på platsen där han (och flera andra högt uppsatta perser, som nu fick se på) stuckit ner Dareios. Allt för att svartmåla den ende kvar av den akemenidiska kungaätten, så att alla persiska adelsmän skulle erkänna Alexander den store som perserrikets evige storkonung. Dessutom skulle det få stor moralisk verkan på alla andra "småfurstar" som planerade att sticka upp mot Alexander. I Baktrien och Sogdiana hade Alexander åsett ett våldsamt gerillakrig med lömska bakhåll och blodiga strider bland skyter, baktrier och sogdianer (i ett bakhåll iscensatt av en före detta satrap stupade nästan Alexander själv). Han beslöt därför att lämna kvar närmare 15 000 man i området för att säkra sin nyordning. Baktrier och sogdianer ville hellre riskera livet i ett uppror än styras av makedonier och greker.
Efter denna kvarlämning förenades resten av den makedonska hären, som genom entusiastiska rekryter blivit allt större, och marscherade österut för att slutgiltigt kuva de sista av de fria persiska satrapierna (delstaterna).

## Mot Indien och tillbaka
Allt fler satraper vars territorier nu blev invaderade av Alexander började sluta sig till honom istället för att göra motstånd. Det belönades med att de kunde behålla sina positioner, med en liten ändring: att vara satrap under Alexander III av Makedonien istället för under Dareios III av Persien. Men Alexander prisade en förening av grekisk och persisk kultur i det nya Perserriket under makedonskt styre som höll på att skapas. Alexander offrade till persernas gudar och lät dem behålla dem men introducerade också de grekiska gudarna och de mäktiga mytologiska krigarna från antikens Grekland (Hellas) såsom Zeus, Poseidon och Akilles. Men - liksom med alla diktatorer - fanns det de som inte fogade sig. Mest berömd är en sammansvärjning mellan pager (unga söner till stora krigare som fick lära sig yrket i fält) som planerat att knivhugga Alexander till döds i hans säng. De sammansvurna dömdes till döden genom att bli fastbundna med benen nergrävda i jord och få huvudet och hjärnan krossade av stenar som kastades av Alexanders ursinniga krigare.
Snart stod makedonierna på gränsen till Indien, och av en viss Taxiles fick man veta att rajan Poros inte skulle låta sig styras av Alexander. Den makedonske kungen blev intresserad, och förberedde sig på att möta Poros.
Övergången av floden Hydaspes lyckades förvånansvärt bra, och trots Poros tillgång till stridselefanter (200 stycken) och monsunregnets funktion att sätta ner humöret hos de makedonska inkräktarna blev Poros slagen - kanske inte helt oväntat. I Slaget vid Hydaspes i maj 326 f.Kr. förfogade Alexander över 25 000 soldater mot Poros 30 000, tack vare att Alexander inte väntat och låtit Poros få förstärkningar av andra indiska rajor. Slaget var praktiskt taget avgjort då Krateros kom med en makedonsk ryttaravdelning och anföll Poros i ryggen. Därmed var de blodiga striderna över. Poros överlevde och insattes som marionettkung, dock under Alexanders beskydd, vilket gjorde honom mer inflytelserik och mindre beroende av sig själv.
Alexander var fast besluten att fortsätta österut; han var övertygad om att världens ände inte låg långt bort. Men efter regnen och mötet med Poros ville makedonierna inte gå längre. Det ryktades om att bortom nästa flod väntade ännu en indisk raja med över 200 000 man och 4000 elefanter. Alexander försökte övertyga dem - han hade ofta köpt deras lojalitet med generösa bonuspengar, men nu vägrade de. Alexander förordade krigsråd med sina generaler, som även de ville vända. Alexander blev rasande, men lät sig övertygas - armén skulle vända tillbaka.

## De sista instanserna
Efter att ha rest ett flertal monument vid floden och generalerna lovat Alexander att de skulle återvända inom ett par år beredde sig hären på återtåg. Förstärkningar hade anlänt västerifrån med nära 40 000 nya soldater, lagom för att efter ett kort fälttåg söderut fick vända tillbaka igen. Det var ingen reträtt - men efter år av marscher och strapatser var det inte mer än rätt att soldaterna skulle få återvända till Persepolis, Susa och Babylon för att få spendera sina pengar, njuta och vila upp sig. Själv var Alexander nedstämd. Han var övertygad om att om de hade fortsatt ett litet stycke till, hade de aldrig mer behövt tänka på erövringar österut. Nu vände man tillbaka.
Nearchos tog en mindre del av styrkan och seglade längs kusten, medan Alexander tog de 105 000 soldater och 52 000 civila som utgjorde huvuddelen av den stora men slitna armén (som numera bestod till åtminstone hälften av folk som rekryterats på vägen ur de persiska provinserna) och marscherade västerut, ett stycke norr om kusten mot Persiska viken. Det var ett stort misstag. I den stora gedrosiska öknen var det en kamp om överlevnad - det fanns ingen mat och knappt något vatten. Alexander uppträdde som en jämlike inför sina soldater och försökte uppmuntra dem, men det var svårt. För det var faktiskt Alexander som valt att ta just vägen genom öknen, just för att "kuva" de sista persiska provinserna och fullfölja erövringsplanen.
Av de 157 000 som letts in i öknen återsåg 25 000 Persepolis 100 dagar senare. Men än värre för Alexander var att om det misstaget kom ut skulle folket börja tvivla på hans framgångar. "Alexander - mannen som erövrade världen och sedan förlorade sin armé." Han lät, för att skjuta ifrån sig skulden, göra stora utrensningar: Susas makedonske marionettkung avrättades, liksom höjdarna inom armén och åtminstone hälften av soldaterna. De hade avrättats för sina misstag som lett till dödsmarschen genom den gedrosiska öknen. Och det fungerade. Alexander var världens härskare. Ekonomin blomstrade. Handel upprättades, och vägar byggdes. Det stora persiska templet i Babylon brändes ner i smyg av en berusad Alexander och några av hans kamrater - som hämnd för Xerxes fälttåg mot Grekland 150 år tidigare. Nu var det makedonierna som regerade.
Efter att ha undvikit ett nytt myteri omorganiserade Alexander armén för att den skulle passa det nya riket. Makedonierna var herrarna som bestämde, perserna fick lära sig genom att ta över de menigas poster. I falangerna skulle makedonierna stå som kommendörer över de övriga och en ny, jättelik armé började byggas upp på dessa grunder. Liksom tidigare förenade Alexander den grekiska och persiska kulturen, speciellt utmärkt genom massbröllopet i Susa. Men det var ändå den grekiska kulturen som perserna fick ta efter, makedoniernas krigskonst och makedoniernas sätt att leva; folket som besegrat dem. Nu hyllade de Alexander. Men efter Hefaistions mystiska död blev Alexander allt mer aggressiv och depressiv. Han lät avrätta Hefaistions läkare, som förgäves försökt rädda honom. Han drack, och efter att ha tömt en sexlitersbägare med 20-procentigt vin "till Herakles ära" blev han hastigt sjuk och dog i juni 323 f.Kr. Därmed gick alla storslagna planer om ytterligare fälttåg med honom i graven, och imperiet splittrades.

### Fotnoter
1. ↑  Nationalencyklopedin, på internet, 3 november 2009, uppslagsord: Filip II